# جامع الأمير منذر
جامع الأمير منذر التنوخي أو جامع النوفرة، بسبب الفسقية التي كانت تزين صحنه، وقد أقيم عام 1620 ميلادية على أنقاض بناية رومانية ما تزال بعض أعمدتها في جواره. موقعه قرب سوق البازركان في مدينة بيروت. لبنان.

## نظرة عامة
بنى المسجد الأمير منذر التنوخي، الذي كان حاكما لبيروت بين عامي (1616) ميلادية و(1633) ميلادية وقد تضرر جزئيا أثناء الحرب الأهلية اللبنانية، ثم أعيد بناؤه في عام 2002 ميلادية.

## البناء
بنى هذا المسجد الأمير منذر التنوخي. وكان معروفا كذلك باسم جامع النوفرة بسبب النافورة في فنائه. للمسجد مدخلان: المدخل الإصلي أو الرئيسي من القرن السابع عشر الميلادي هو بوابة مقوسة من جهة سوق البازركان، ومدخل ثاني بثلاثة أقواس، أضيف عندما هُدمت البناية المجاورة لفسح شارع للأمير الجديد فخرالدين. استعملت أعمدة الصوان الرومانية في بناء فناء المسجد. في 1749 ميلادية جدد الأمير ملحم والأمير منصور حيدر الشهاب بناء المسجد. تضرر المسجد جزئيا أثناء الحرب الأهلية (1975-1990) ميلادية، ثم أعيد بناؤه في عام 2002 ميلادية.

## تسلسل الزمني
- 1616-1633: الأمير منذر التنوخي، حاكم بيروت، بنى المسجد عندما كان في الحكم بين عامي 1616-1633 ميلادية.
- 1749: جدد الأمير ملحم والأمير منصور حيدر شهاب المسجد.
- 1975-1990: تضرر المسجد جزئياً أثناء الحرب الأهلية اللبنانية.
- 2002: جُدد المسجد.

## المحراب والمئذنة
يبلغ المسجد مسطحا قدره 25،28 * 80،22 متر، وهو ينقسم الى قسمين: صالة الصلاة والصحن الذي تتوسطه بركة ماء. يأخذ الحرم شكلاً مستطيلاً بعرض 20.7 متر وطول 20.18 متر، ويرتفع عن مستوى أرضية الرواق المحيط بالصحن بأربع درجات، أي بما يقارب 0.90 متر. تعلو المدخل سدة خشبية، ويقع المحراب تقريباً في منتصف الجدار الجنوبي، وهو مكسو بألواح من الرخام الأبيض المائل إلى الرمادي، إلى جانب الرخام الأصفر الفاتح. وقد وُضع المحراب داخل قوصرة تعلوها عقد مدبب، وزُينت واجهتها وأطرافها بالرخام الأبيض والأصفر على الترتيب بشكل عمودي. يحيط به من الجانبين عمودان من الرخام الأبيض، قطر كل منهما في الأسفل أكبر من الأعلى، ويعلو كل عمود تاج مقرنص. 
أما المنبر، فهو مصنوع من الرخام الأبيض، ويحتوي على مدخل تعلوه عقد يُشكّل جزءاً من دائرة. وتُغطى أرضية بيت الصلاة والصحن بالبلاط الحجري. بينما ترتفع المئذنة إلى ارتفاع يبلغ 31 متراً، حيث يرتبط جزء منها بجدار المسجد عند الصفوف العلوية، في حين أن جزءاً آخر ينفصل عنه. وينتهي الجزء الأوسط من المئذنة بشرفة تستند إلى ستة مقرنصات، ويُفضي إليها باب معقود بعقد شبه دائري. وتُختتم المئذنة ذات الشكل السداسي بمسقط مثمن منخفض، يعلوه مخروط يحمل الهلال.